# Gustave Wettge
Gustave Wettge est un chef de musique militaire et compositeur français né le 21 juillet 1844 à Condé-sur-l'Escaut et mort le 24 mai 1909 à Bois-Colombes.

## Biographie
Gustave Wettge naît le 21 juillet 1844 à Condé-sur-l'Escaut,.
Il commence l'apprentissage de la musique auprès de son père, musicien militaire, puis avec son frère aîné Léon Wettge avant de se perfectionner avec Émile Jonas.
Il s'engage à l'âge de dix-huit ans comme clarinettiste au 78e régiment d'infanterie, avant d'être sous-chef de musique au 100e RI puis au 78e RI, puis chef de musique au 109e régiment d'infanterie. Dans le cadre de ses fonctions, il participe à la guerre de 1870 ainsi qu'à la campagne d'Algérie de 1872 à 1873.
En 1884, Gustave Wettge est affecté au 1er régiment du génie à Versailles, et est reçu au concours de chef de musique de la Garde républicaine, où il succède à Adolphe Sellenick,.
En 1885, il est nommé officier d'Académie (il sera par la suite promu officier de l'Instruction publique), puis en 1886, est nommé chevalier de la Légion d'honneur,.
Il dirige la Musique de la Garde républicaine jusqu'en janvier 1893. Gabriel Parès lui succède à la tête de la formation.
L'habileté en tant que chef de Wettge est saluée de son temps, notamment à l'exposition universelle de 1889 où il dirige la Marche solennelle de Gabriel Pierné, et  ses mérites de compositeur sont également reconnus.
Il meurt le 24 mai 1909 à Bois-Colombes,.

## Œuvres
Comme compositeur, Gustave Wettge est l'auteur de plusieurs musiques originales pour orchestre d'harmonie, marches militaires, dont le Défilé de la Garde républicaine, encore exécuté de nos jours, et transcriptions pour musique militaire,. À son catalogue, figurent notamment :

### Compositions originales pour orchestre d'harmonie
- Cérès
- Circé
- Concerto pour toutes les clarinettes
- Dernier sommeil, marche funèbre
- Gavotte Watteau
- La Cascade
- La Garde d'honneur, ouverture
- Le Rêve de Namouna, fantaisie-mazurka
- Les Chemins légers, allegro de concert
- Les Lansquenets
- Mars et Vénus, avec cornet solo
- Mysora
- Paris
- Printania
- Rappel polka
- Rosabelle
- Royal Picard, allegro de concert
- Souvenir de Liège

### Marches militaires
- Cécile
- Condé
- Cronstadt
- Défilé
- Défilé de la Garde républicaine
- Georgette, avec cornet solo
- Jean Bart
- La Lorraine
- Marche des flambeaux
- Marche des Gardes françaises
- Marche et Cortège de fête
- Sonnez trompettes